# Queirã
Queirã is een plaats (freguesia) in de Portugese gemeente Vouzela en telt 1702 inwoners (2001).